# Valerio Belli
Valerio Belli, también conocido como Valerio Vicentino (Vicenza, 1468 - ibíd. 1546) fue un escultor, orfebre, cortador de gemas y medallista italiano del Renacimiento.

## Biografía
Cortador de gemas, su estilo cercano a las maneras del siglo XV en sus inicios, fue acercándose durante su estancia romana al estilo del siglo XVI clásico, en particular por la influencia de Miguel Ángel y Perino del Vaga, de los cuales empleó algunos dibujos para sus tallas. Fue considerado el artista más importante de Vicenza antes de la aparición de Andrea Palladio, y fue comparado con Miguel Ángel y Rafael Sanzio. 
Se conservan varios retratos de Belli, entre ellos: uno dibujado por Parmigianino (Róterdam, Museo Boijmans Van Beuningen), una medalla hecha por él mismo (hay un ejemplar de ella en la National Gallery of Art de Washington), y una pequeña pintura circular, posiblemente para una caja o estuche, que se asigna a Rafael Sanzio. Perteneció al historiador Kenneth Clark, fue subastada por la firma Sotheby's y en 2020 ha sido prestada a la antológica de Rafael celebrada en Roma, como perteneciente al coleccionista español Juan Abelló.

## Obras
- Cajita con 25 columnas talladas en cristal de roca, montadas sobre plata, hecha por encargo del papa Clemente VII entre 1520 y 1530 como regalo nupcial para Enrique II de Francia y Catalina de Médici, actualmente en el Museo degli argenti, de Florencia.
- Jarro de cristal de roca, también para el papa Clemente VII, quien la regaló a Francisco I de Francia a pesar de que hoy en día se encuentra en el Museo degli argenti.
- Una cruz en cristal de roca, conservada en el Victoria and Albert Museum de Londres.
- Camafeos con escenas de la Gegantomàquia, Viena.
- Plaquetas en cristal de roca con escenas mitológicas e históricas, Museo del Louvre.